# Oddworld
Oddworld (с англ. — «Странный мир») — серия компьютерных игр, выпускаемая американской компанией Oddworld Inhabitants под руководством Лорна Лэннинга и Шерри Маккенны. Игры серии, объединённые общей вымышленной вселенной — «Странным миром», выпускались на различных платформах, включая PlayStation, Xbox, PlayStation 3, Windows и Wii U. «Странный мир» представляет собой сюрреалистический сеттинг, населенный фантастическими существами. Одной из важных тем игр серии Oddworld является критика капитализма и зла, на которое бизнес способен пойти в погоне за прибылью. Основатель и идеолог серии Oddworld Лэннинг рассматривал игры как способ рассказывать аллегорические истории.
Серия игр Oddworld задумывалась как пенталогия под общим названием Oddworld Quintology, однако из пяти изначально задуманных игр были выпущены только две — Oddworld: Abe’s Oddysee и Oddworld: Munch’s Oddysee. Ещё две игры, Oddworld: Abe’s Exoddus и Oddworld: Stranger’s Wrath, были разработаны как побочные к основной серии и не входящие в пенталогию. В 2005 году, после выпуска Oddworld: Stranger’s Wrath, студия Oddworld Inhabitants покинула индустрию компьютерных игр из-за возросшего давления издателей.
- Oddworld: Abe’s Oddysee (1997)
- Oddworld: Abe’s Exoddus (1998)
- Oddworld: Munch’s Oddysee (2001)
- Oddworld: Stranger’s Wrath (2005)
- Oddworld: New ’n’ Tasty! (2014) — ремейк Oddworld: Abe’s Oddysee.
- Oddworld: Soulstorm (2021) — расширенный ремейк Oddworld: Abe’s Exoddus.